# Sugtransformator

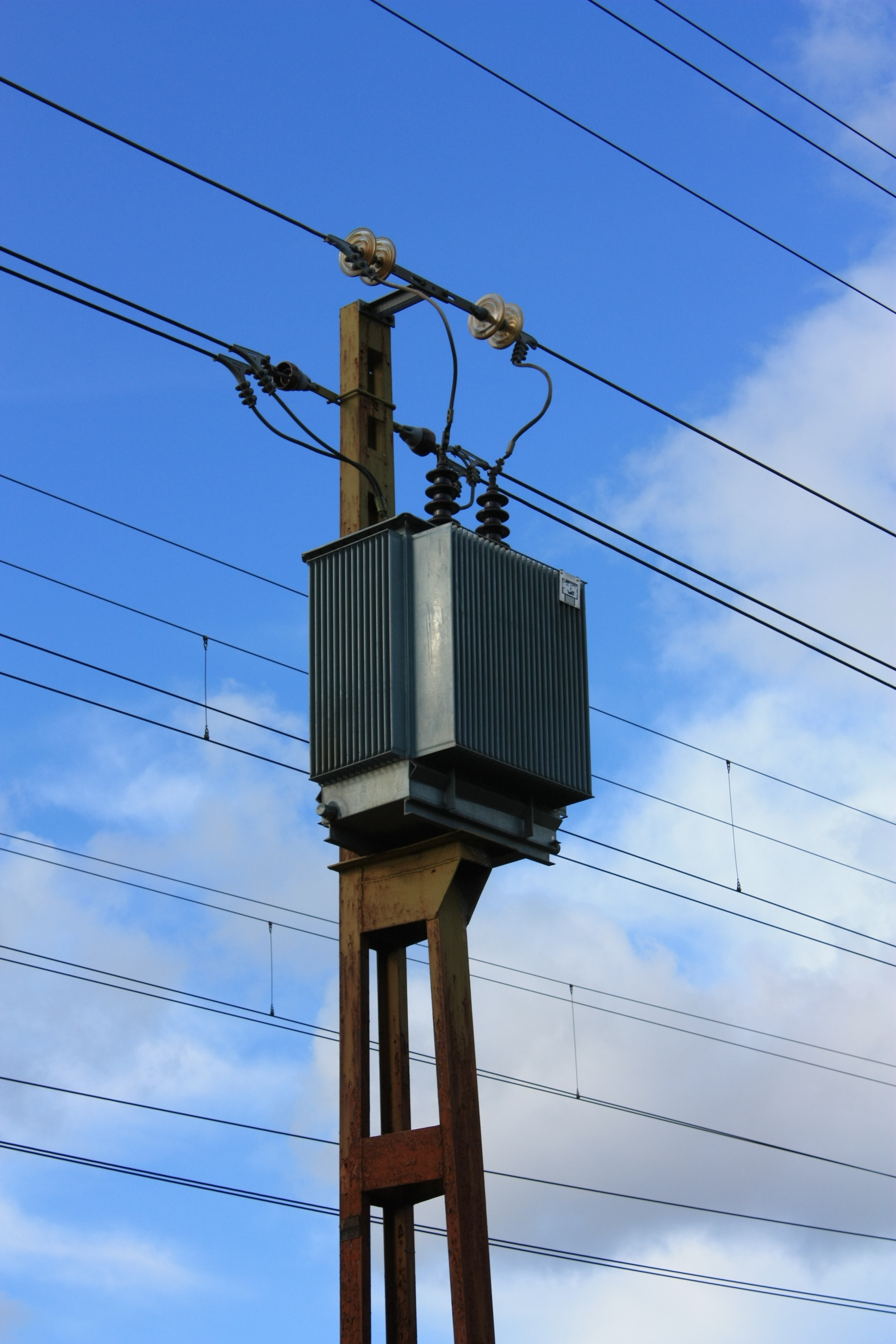
Sugtransformator av den nya typen för järnväg.

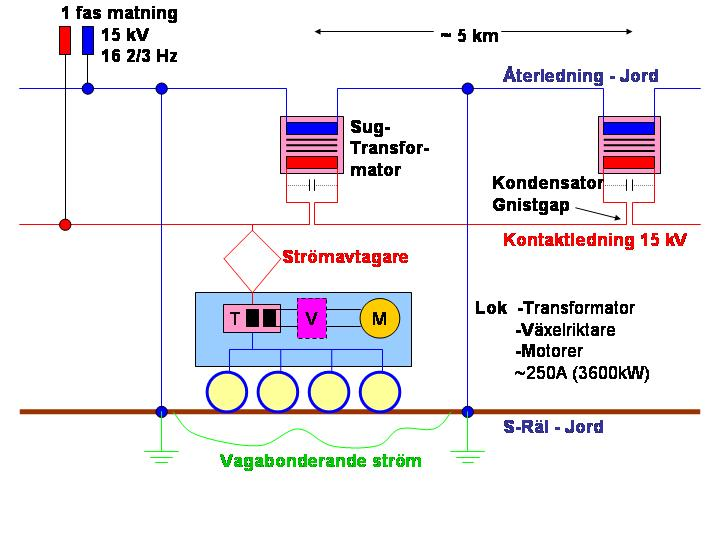
Sugtransformatorns inkoppling i ett Järnvägssystem

Sugtransformatorer används för att minska problemen med vagabonderande strömmar (att jordströmmar kan gå fel väg och störa andra kretsar). Man låter drivströmmen gå i serie med primärlindningen och återledningen (nollan) gå i serie med sekundärlindningen. Då skapas av primärlindningen en elektromotorisk kraft (EMK) i sekundärlindningen som strävar efter att samma ström ska gå genom sekundärlindningen. Om obalans uppstår mellan drivström och returström så utjämnas denna via den elektromagnetiska koppling som transformatorn utgör. Detta kallas för att transformatorn "suger" upp ström som annars skulle ledas till jord.
Man kan likna det vid ett inkommande vattenflöde som passerar ett skovelhjul och därefter tar en U-sväng förbi förbrukaren, innan det passerar nästa skovelhjul på tillbakavägen som är kopplat till det inkommande skovelhjulet via kugghjul så att det går åt motsatt håll. Om flödet på sidorna skiljer sig åt så kommer det att utjämnas via kopplingen mellan skovelhjulen.
En sugtransformator har lindningsförhållandet 1:1 mellan primär- och sekundärlindning.

## Användning
- Avstörningsskydd på apparaters elintag.
- I fastigheter där till exempel pumpar leder jordström via vattenrör och till matningsstationens jordtag.
- Vid elektrifierad järnväg där återledningen genom rälsen kan ta vägen genom marken och orsaka signalproblem samt störningar på intilliggande ledningssystem.[2]